# قره‌گل‌کله
قره‌گل‌کله، روستایی از توابع بخش مراوه تپه شهرستان کلاله در استان گلستان ایران است.

## جمعیت
این روستا در دهستان مراوه تپه قرار دارد و براساس سرشماری مرکز آمار ایران در سال ۱۳۸۵، جمعیت آن ۵۱۳ نفر (۹۸خانوار) بوده‌است.